# Château de la Bonnette
Le château de la Bonnette est un château situé à Senouillac, dans le Tarn (France).
Construit au XVIe siècle, c'est une dépendance du château de Mauriac devenue seigneurie indépendante, après les guerres de Religion.

## Historique

### Origine

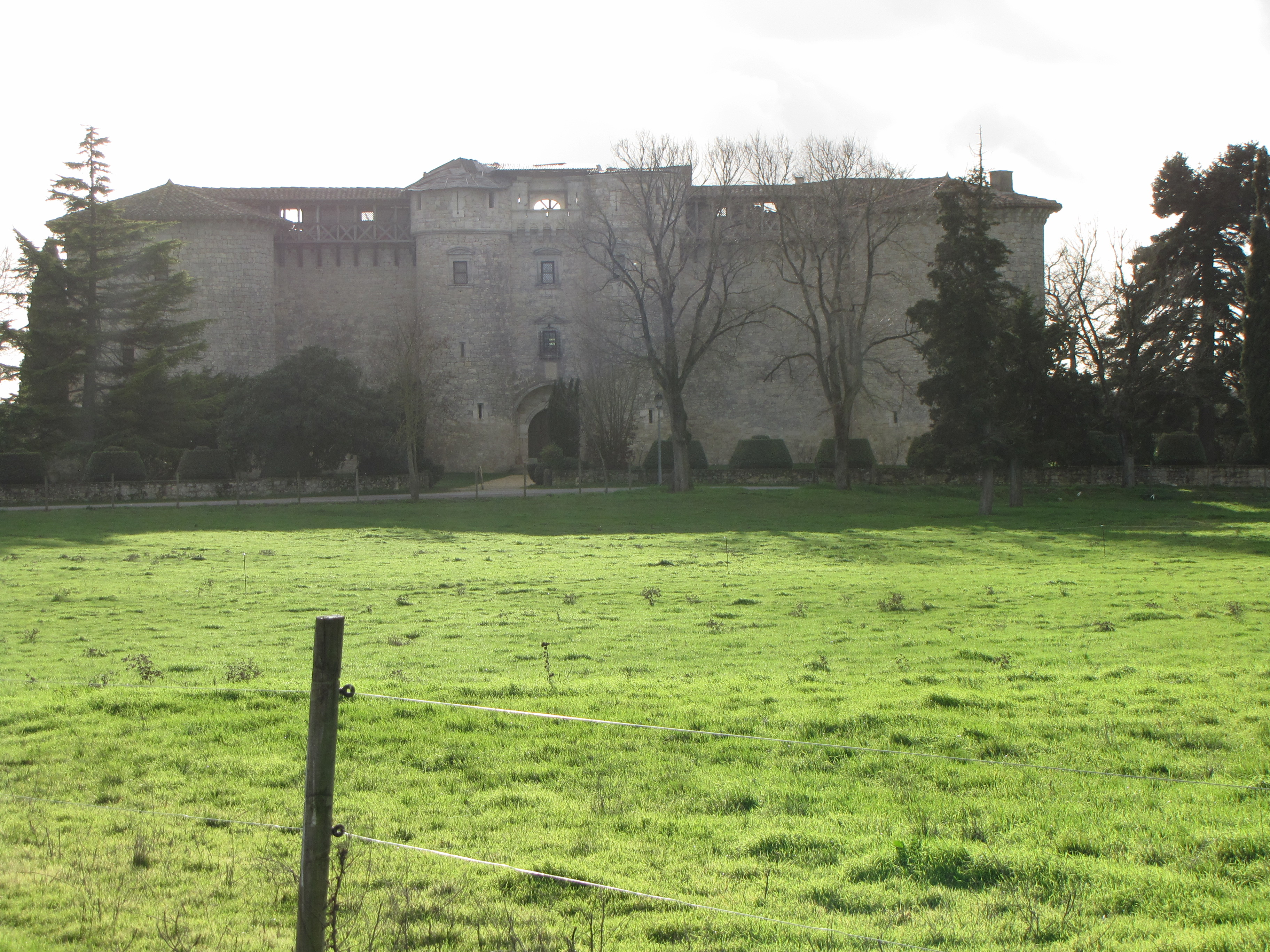
Le château de Mauriac

La construction du château de la Bonnette remonte à l'extrême fin du XVe siècle, voire au tout début du XVIe siècle, date à laquelle il est bâti en tant qu'avant-poste pour le puissant château de Mauriac. Cela pourrait n'être alors qu'une simple tour, comme le signale le plan cadastral de 1591-1592, qui mentionne une "tour de la Bonnette" et non pas un château. 
Les seigneurs de Mauriac, la famille de Rabastens, confient alors le soin de protéger leurs terres à la famille del Forn (ou de Fronte), qui se voit donc offrir le château de la Bonnette.

### Famille de Fronte
Le premier habitant de l'édifice est un certain Pierre de Fronte, juge dans la région, attesté en 1504 et 1514. Il est mort avant 1523, car il est signalé que sa veuve, Jeanne de Castelnau, vit seule au château à cette date. 
Les héritiers de Pierre, Vidal del Forn puis Hugues del Forn, restent en possession de l'édifice jusqu'au guerres de Religion. De cette période, on trouve deux actes notariaux signés au château. Le premier, datant du 8 juillet 1515, concerne le testament de Philippe-Jean de Rabastens, seigneur de Mauriac et suzerain de la famille del Forn. Le second, du 19 août 1544, est à propos de la dot de Charlotte de Rabastens.

### Guerres de Religion
Durant les guerres de Religion, en 1575, il passe aux mains des troupes huguenotes, sûrement parce que le seigneur de Mauriac, Bertrand de Rabastens, est de confession protestante. Néanmoins, il est rapidement pris par les catholiques.

### Famille de Paulo
Après cet épisode, il devient propriété de Jean de Monestiés. Le 24 octobre 1613, Maffre de Paulo (ou Maffre de Paule), trésorier royal du comté de Castres, rachète la bâtisse à ce dernier, pour un prix de 17 000 livres. 
Le château va ensuite demeurer dans la famille de Paulo jusqu'à la fin du XVIIIe siècle, et la Révolution française. Ces nouveaux propriétaires, enrichis par le pastel qu'ils cultivent sur le domaine, remanient entièrement le château, qui, de poste avancé, devient une demeure confortable où il fait bon vivre.

### Du XIXe à aujourd'hui

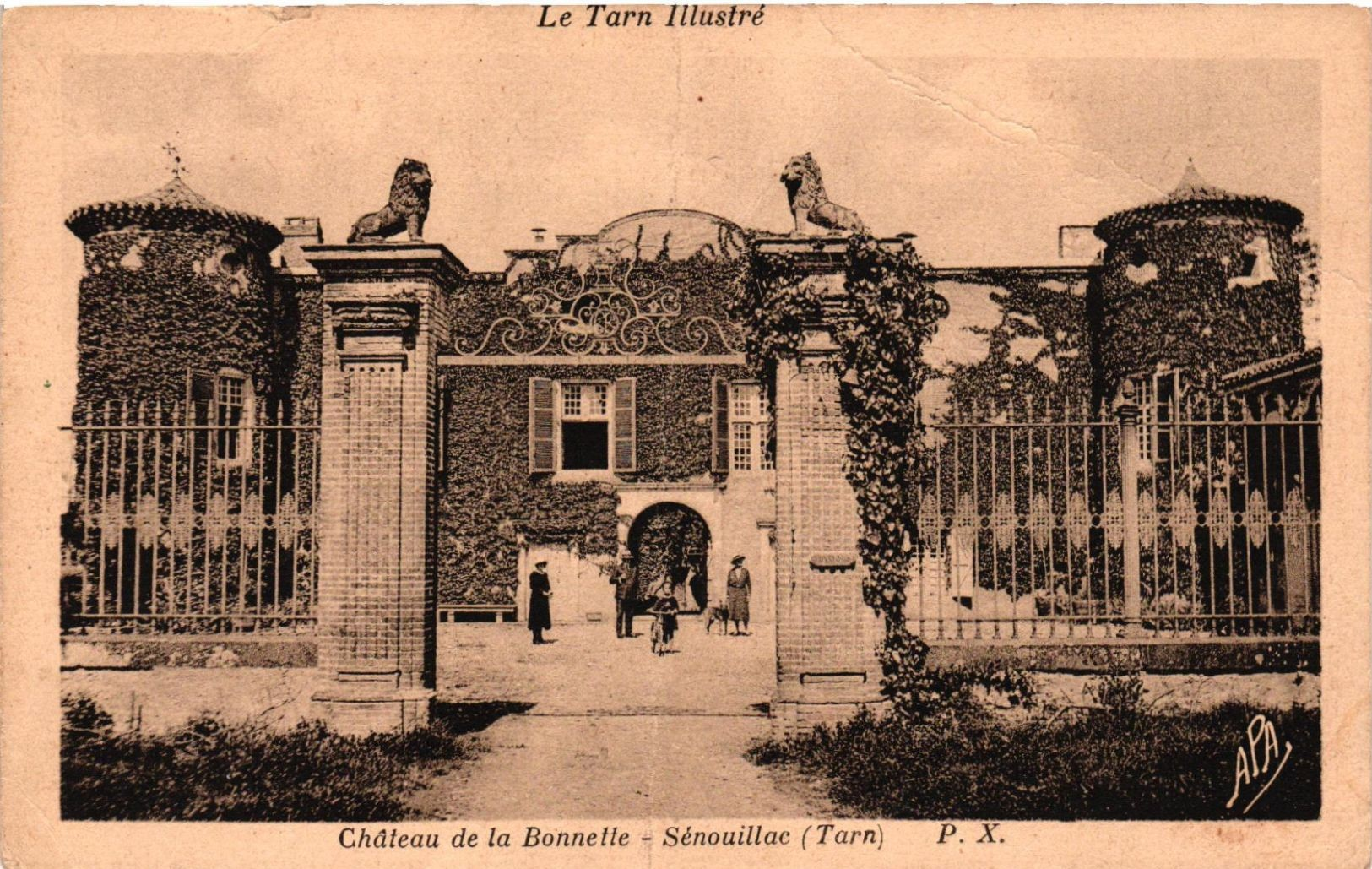
L'entrée du château

Au début du XIXe siècle, après le passage de la Révolution française, accompagné d'un changement de propriétaire, de nombreuses modifications sont apportées au bâtiment, afin d'en faire une exploitation agricole rentable. Ainsi sont construits les écuries et le chai (en 1831) dans l'aile Nord, agrandie pour cela, et sont réalisées de nombreuses destructions.
Les propriétaires sont alors la famille Ichard, qui place le château à la tête d'un domaine de quatre métairies, les Albaris, le Commandeur, la Borde Grande et la Borde Basse. En 1927, la propriété est transformée en domaine viticole par un nouveau propriétaire, exploitation arrêtée à partir de 1979, mais qui a laissé beaucoup de traces sur le site.

## Architecture

### Le château
Implanté à l'extrémité d'un éperon calcaire au nord-ouest du village de Senouillac, le château de la Bonnette s'organise autour d'une cour intérieure rectangulaire, avec une maçonnerie enduite dans sa totalité. Quatre ailes d'environ 25 mètres de longueur s'articulent à partir de celle-ci. Une tour polygonale, abritant un escalier à vis, est placée à l'Ouest de la cour. On trouve deux autres tours reliées au bâtiment, circulaires, qui flanquent la façade Est, la principale, en ses angles Nord et Sud. Le premier étage de la tour Sud-Est a été érigé en une chapelle seigneuriale. 
Cette façade principale possède en son centre un fronton à redents, qui surmonte une ouverture sans porte, permettant l'accès à la cour intérieure, depuis la cour d'honneur située devant le château. Celle-ci est fermée par un mur-bahut surmontée d'une grille, et terminé en ses deux extrémités par de grandes tours-pigeonniers, à toits conique en ardoises. La présence de ces deux constructions est un cas exceptionnel. A noter la porte d'entrée situé au Sud-Ouest de la cour intérieure, surmontée d'un fronton triangulaire et d'un blason martelé (sûrement à la Révolution) orné d'un heaume sculpté, et percée d'un oculus.

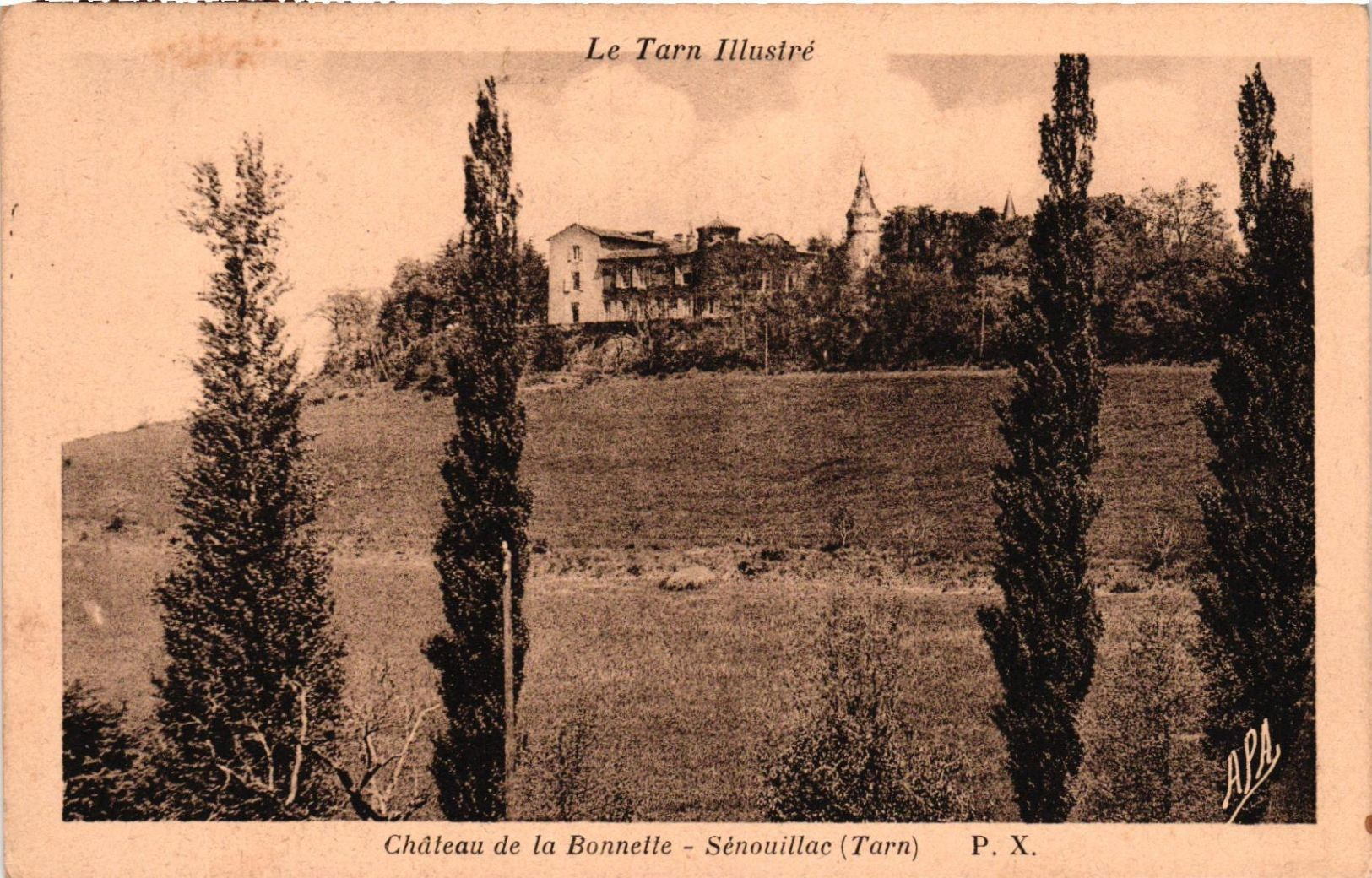
Vue générale

### Les dépendances
Au Nord de la cour d'honneur se trouvent les quelques dépendances, abritant les écuries et le chai. Dans ce dernier, on trouve, outre deux anciens pressoirs à vis, onze foudres et un pressoir hydraulique des fonderies Guiraud Jeune de Carcassonne. Le bâtiment du chai mesure 40 mètres de long, partant de la tour-pigeonnier vers l'extérieur. Il est construit majoritairement en moellons de calcaire, mais aussi en pierre de taille, pour la partie la plus ancienne. Il est coiffé d'un toit en tuiles creuses, soutenu par une génoise à trois rangs. Il est ouvert par cinq portes, dont le linteau de celle au centre porte la date de 1831, soit la date d'installation du chai sur le domaine.

### Les jardins

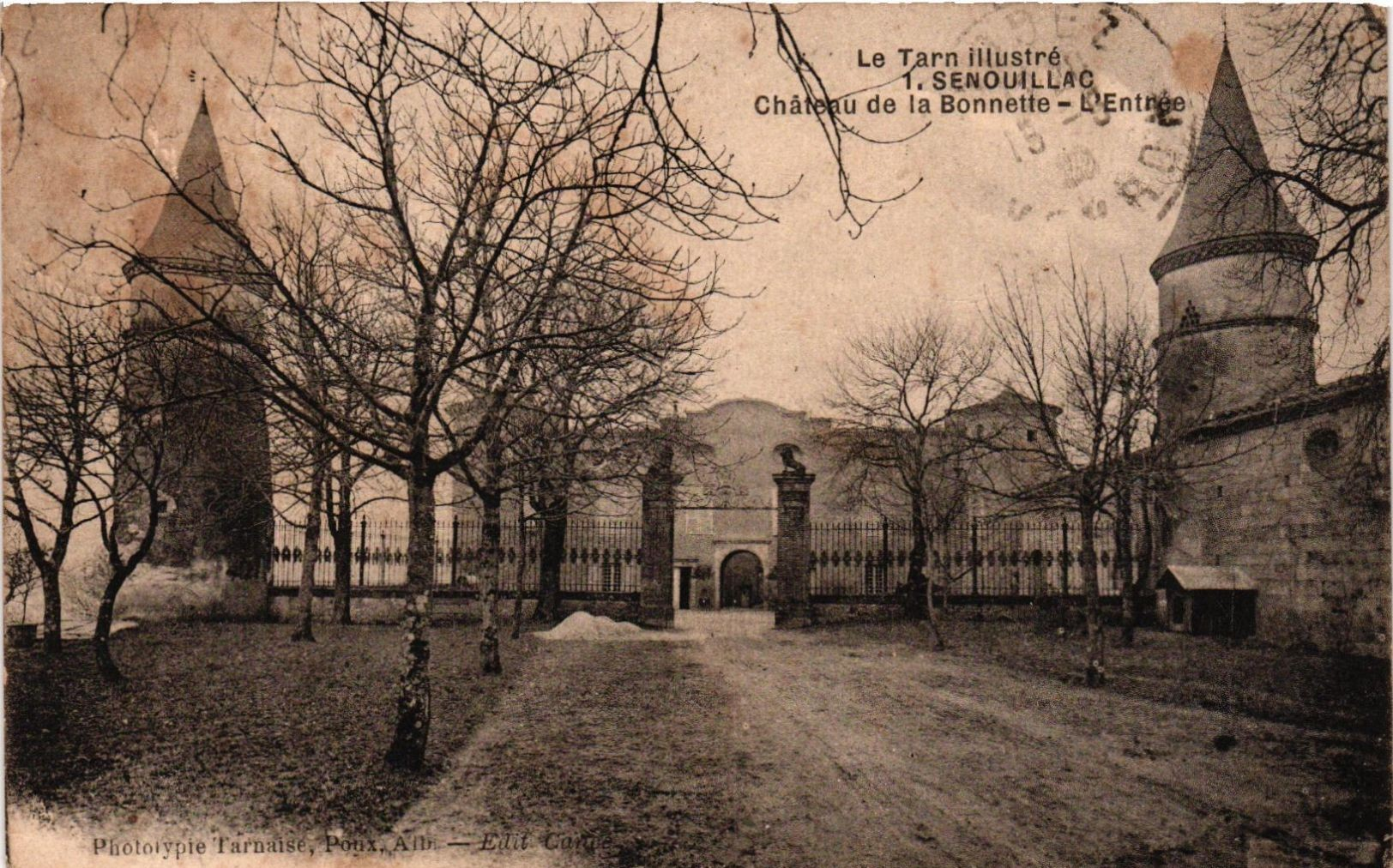
Le portail, encadré des deux tours-pigeonniers

Le château de la Bonnette est entièrement entouré de jardins et parcs, de style et d'époque différents.
À partir de la fin du XVIIe siècle, la famille de Paulo dote le château d'un jardin à l'italienne en terrasses, sûrement en référence à leurs origines italiennes. Celui-ci est placé sur le versant Sud du domaine, avec une succession d'escaliers reliant les différentes terrasses. Au même moment, le jardin à broderies de buis (sorte de jardin à la française) placé encore aujourd'hui en dessous du château, est sûrement aussi créé. Alors que la même famille est propriétaire, au milieu du XVIIIe siècle, un nouveau petit parc est érigée, à l'est des terrasses, avec des allées rectilignes de buis, et en son extrémité, se trouve un ancien lavoir et une source.
Avec l'arrivée de la famille Ichard, après la Révolution, apparait la longue allée d'accès menant au château, alors bordée de marronniers, aujourd'hui remplacés par des cèdres. Sont aussi ajoutés différents éléments d'ornements, tels que les lions de terre cuite surmontant les piliers à l'entrée de la cour d'honneur. Vers 1880, les buis taillés en topiaires sont ajoutés le long de l'allée. Sous ces jardins, au Sud, on trouve le vignoble, tandis qu'au Nord, le domaine est bordé par une chênaie.